# Успенский собор (Сентендре)
Успенский собор (серб. Успењска саборна црква) — кафедральный собор Будимской епархии Сербской православной церкви в городе Сентендре в Венгрии. Известен также как Белградский собор (венг. Belgrád-székesegyház, серб.  Београдска катедрала).

## История
Православная церковь существовала на этом месте ещё до Великого переселения сербов в 1690 году. Об этой церкви известно мало и в октябре 1690 года, когда основная волна сербов прибыла в Сентендре, она, вероятно, уже была разрушена, так как для привезённых в Сентендре мощей Лазаря Хребеляновича пришлось построить небольшую деревянную церковь. Через несколько лет после переселения старая каменная церковь была восстановлена, а недалеко от неё была расположена резиденция патриарха Арсения Черноевича. В 1732—1734 годах епископ Василий (Димитриевич) надстроил над западным фасадом высокую барочную колокольню.
В середине XVIII века в Сентендре было построено множество новых православных церквей, которые были значительно больше за старую соборную церковь, поэтому было решено построить на этом месте новый больший собор. Старая церковь была снесена, но её колокольня была оставлена. Строительство новой церкви было начато в 1756 году. 28 января 1764 года епископ Будимский Дионосий (Новакович) освятил новопостроенный собор. В 1777 году над западным фасадом была надстроена новая колокольня. В 1777—1781 годах Василий Остоич написал иконы для иконостаса.

## Архитектура
Первоначально церковь была построена в псевдоморавском стиле: была однонефной, с полукруглой апсидой и полукруглыми хорами, вместе напоминающими трилистник, характерный для моравского стиля. Над новой церковью не была надстроена колокольная башня, а использовалась стоящая рядом старая барочная колокольня, что было весьма необычным для того времени. Сейчас украшенный лепниной западный фасад с надстроенной в 1777 году колокольней содержит в себе смешение барочного и классицистического стилей.